# Cincinnati Bengals 2025
La stagione 2025 dei Cincinnati Bengals sarà la 58ª della franchigia, la 56ª nella National Football League, la settima con Zac Taylor come capo-allenatore

## Scelte nel Draft 2025
| Scelte dei Bengals nel Draft 2025 |        |                               |                               |                               |      |
| Giro                              | Scelta | Giocatore                     | Ruolo                         | College                       | Note |
| 1                                 | 17     | Shemar Stewart                | DE                            | Texas A&M                     |      |
| 2                                 | 49     | Demetrius Knight              | LB                            | South Carolina                |      |
| 3                                 | 81     | Dylan Fairchild               | G                             | Georgia                       |      |
| 4                                 | 119    | Barrett Carter                | LB                            | Clemson                       |      |
| 5                                 | 153    | Jalen Rivers                  | G                             | Miami                         |      |
| 6                                 | 193    | Tahj Brooks                   | RB                            | Texas Tech                    |      |
| 7                                 | 233    | Scambiata con i Chicago Bears | Scambiata con i Chicago Bears | Scambiata con i Chicago Bears |      |

## Staff
| Staff dei Cincinnati Bengals |
| --- |
| Organi dirigenziali - Proprietario/presidente – Mike Brown - Vice presidente esecutivo – Katie Blackburn - Vice presidente – Troy Blackburn - Vice presidente del personale dei giocatori – Paul Brown Jr. - Direttore del personale dei giocatori – Duke Tobin - Dirigente del personale senior – Trey Brown - Direttore degli osservatori del college – Mike Potts - Direttore degli osservatori dei professionisti – Steven Radicivec Capo allenatore - Zac Taylor - Assistente c.a./coordinatore special team – Darrin Simmons Altri allenatori - Preparatore atletico – Joey Boese - Assistente p.a. – Todd Hunt - Assistente p.a. – Garrett Swanson Allenatori dell'attacco - Coordinatore offensivo – Dan Pitcher - Coordinatore del gioco sui passaggi – Justin Rascati - Quarterback – Brad Kragthorpe - Assistente quarterback – Fredi Knighten - Running back – Justin Hill - Wide receiver – Troy Walters - Assistente wide receiver – Jordan Salkin - Tight end – James Casey - Offensive line – Scott Peters - Assistente offensive line – Michael McCarthy Allenatori della difesa - Coordinatore difensivo – Al Golden - Defensive line/coordinatore del gioco sulle corse – Jerry Montgomery - Linebacker – Michael Hodges - Secondaria/cornerback – Charles Burks - Secondaria/safety – Jordan Kovacs - Assistente difensivo senior – Sean Desai - Assistente difesa – Ronnie Regula Allenatori dello special team - Assistente special team – Ben Jacobs |

## Roster
| Roster dei Cincinnati Bengals |
| --- |
| Quarterback - 6 Jake Browning - 9 Joe Burrow Running Back - 30 Chase Brown - 34 Khalil Herbert - 36 Kendall Milton - 32 Trayveon Williams Wide Receiver - 81 Jermaine Burton - 1 Ja'Marr Chase - 5 Tee Higgins - 80 Andrei Iosivas - 16 Trenton Irwin - 15 Charlie Jones - -- Isaiah Williams Tight End - 88 Mike Gesicki - 87 Tanner Hudson - 84 Tanner McLachlan - 89 Drew Sample Offensive Linemen - 75 Orlando Brown Jr. T - 65 Alex Cappa G - 61 Cody Ford G - 64 Ted Karras C - 62 Matt Lee C - 71 Amarius Mims T - 73 Andrew Stueber T - 67 Cordell Volson G Defensive Linemen - 91 Trey Hendrickson DE - 92 B.J. Hill DT - 94 Sam Hubbard DE - 68 McKinnley Jackson DT - 90 Kris Jenkins DT - 52 Cedric Johnson DE - 99 Myles Murphy DE - 58 Joseph Ossai DE - 98 Sheldon Rankins DT - 97 Jay Tufele DT Linebacker - 49 Joe Bachie MLB - 59 Akeem Davis-Gaither OLB - 45 Maema Njongmeta MLB - 57 Germaine Pratt OLB - 55 Logan Wilson OLB Defensive Back - 26 Tycen Anderson FS - 33 Daijahn Anthony S - 27 Jordan Battle SS - 24 Vonn Bell SS - 21 Mike Hilton CB - 38 D.J. Ivey CB - 28 Josh Newton CB - 22 Geno Stone FS - 29 Cam Taylor-Britt CB - 20 D.J. Turner CB Special Team - 48 Cal Adomitis LS - 2 Evan McPherson K - 8 Ryan Rehkow P Lista delle riserve - 83 Erick All TE (IR) - 77 Trent Brown T (IR) - 25 Chris Evans RB (IR) - 23 Daxton Hill CB (IR) - 60 Jaxson Kirkland G (IR) - 31 Zack Moss RB (IR) - 39 Lance Robinson CB (IR) - 96 Cameron Sample DE (IR) - 70 D'Ante Smith T (IR) Squadra di allenamento - 40 Micah Abraham CB - -- Gary Brightwell RB - 41 Nate Brooks CB - 17 Cole Burgess WR - 76 Devin Cochran T - 79 Andrew Coker T - 35 Jalen Davis CB - 85 Cam Grandy TE - 50 Shaka Heyward MLB - 63 Trey Hill C - -- Raymond Jackson DB - 56 Raymond Johnson III DE - 37 PJ Jules SS - 66 Tashawn Manning G - 19 Kendric Pryor WR - 53 Justin Rogers DT - 11 Logan Woodside QB Roster aggiornato al 11 novembre 2024 53 attivi, 9 inattivi, 17 nella squadra di allenamento |
| Legenda - I rookie sono in corsivo. - Il primo ruolo è il principale mentre gli eventuali successivi indicano i ruoli secondari. - (IR) sta per Injured Reserve ed indica la lista ristretta per un solo giocatore infortunato che può tornare ad allenarsi dopo la settimana 6 e a rientrare in prima squadra dopo che questa ha giocato 8 partite. - (NF-Inj.) / (NF-Ill.) stanno rispettivamente per Non-Football Injured e Non-Football Illness ed indicano le liste dove viene inserito un giocatore che ha un infortunio o una malattia non dipendente dal football americano. - (PUP) sta per Physically Unable to Perform ed indica la lista dove viene inserito un giocatore mentre è in attesa di recuperare la condizione fisica. Nella stagione regolare dopo la sesta partita giocata dalla propria squadra, il giocatore ha tempo tre settimane per riprendere ad allenarsi, più tre settimane aggiuntive dal suo rientro agli allenamenti per rientrare in prima squadra. |

## Precampionato
Le gare del precampionato furono annunciate il 14 maggio 2025.
| Precampionato |           |           |                         |           |        |                         |                              |         |
| Settimana     | Data      | Ora (ET)  | Avversario              | Risultato | Record | Stadio                  | TV                           | Sintesi |
| 1             | 7 agosto  | 7:30 p.m. | @ Philadelphia Eagles   | S 27-34   | 0-1    | Lincoln Financial Field | Bengals Preseason TV Network | Sintesi |
| 2             | 18 agosto | 8:00 p.m. | @ Washington Commanders | V 31-17   | 1-1    | Northwest Stadium       | ESPN                         | Sintesi |
| 3             | 23 agosto | 1:00 p.m. | Indianapolis Colts      | -         | -      | Paycor Stadium          | Bengals Preseason TV Network | -       |

## Stagione regolare

### Calendario
Il calendario della stagione regolare fu reso noto il 14 maggio 2025.
| Stagione regolare |                    |                    |                         |                    |                    |                            |                    |                    |
| Settimana         | Data               | Ora (ET)           | Avversario              | Risultato          | Record             | Stadio                     | TV                 | Sintesi            |
| 1                 | 7 settembre        | 1:00 p.m.          | @ Cleveland Browns      | -                  | -                  | Huntington Bank Field      | Fox                | -                  |
| 2                 | 14 settembre       | 1:00 p.m.          | Jacksonville Jaguars    | -                  | -                  | Paycor Stadium             | CBS                | -                  |
| 3                 | 21 settembre       | 1:00 p.m.          | @ Minnesota Vikings     | -                  | -                  | U.S. Bank Stadium          | CBS                | -                  |
| 4                 | 29 settembre       | 8:15 p.m.          | @ Denver Broncos (M)    | -                  | -                  | Empower Field at Mile High | ESPN/ABC           | -                  |
| 5                 | 5 ottobre          | 4:25 p.m.          | Detroit Lions           | -                  | -                  | Paycor Stadium             | Fox                | -                  |
| 6                 | 12 ottobre         | 4:25 p.m.          | @ Green Bay Packers     | -                  | -                  | Lambeau Field              | CBS                | -                  |
| 7                 | 16 ottobre         | 8:15 p.m.          | Pittsburgh Steelers (T) | -                  | -                  | Paycor Stadium             | Prime Video        | -                  |
| 8                 | 26 ottobre         | 1:00 p.m.          | New York Jets           | -                  | -                  | Paycor Stadium             | CBS                | -                  |
| 9                 | 2 novembre         | 1:00 p.m.          | Chicago Bears           | -                  | -                  | Paycor Stadium             | CBS                | -                  |
| 10                | Settimana di pausa | Settimana di pausa | Settimana di pausa      | Settimana di pausa | Settimana di pausa | Settimana di pausa         | Settimana di pausa | Settimana di pausa |
| 11                | 16 novembre        | 1:00 p.m.          | @ Pittsburgh Steelers   | -                  | -                  | Acrisure Stadium           | CBS                | -                  |
| 12                | 23 novembre        | 1:00 p.m.          | New England Patriots    | -                  | -                  | Paycor Stadium             | CBS                | -                  |
| 13                | 27 novembre        | 8:20 p.m.          | @ Baltimore Ravens (T)  | -                  | -                  | M&T Bank Stadium           | NBC                | -                  |
| 14                | 7 dicembre         | 4:25 p.m.          | @ Buffalo Bills         | -                  | -                  | Highmark Stadium           | Fox                | -                  |
| 15                | 14 dicembre        | 1:00 p.m.          | Baltimore Ravens        | -                  | -                  | Paycor Stadium             | CBS                | -                  |
| 16                | 21 dicembre        | 8:20 p.m.          | @ Miami Dolphins        | -                  | -                  | Hard Rock Stadium          | NBC                | -                  |
| 17                | 28 dicembre        | Da def.            | Arizona Cardinals       | -                  | -                  | Paycor Stadium             | Da def.            | -                  |
| 18                | 4 gennaio          | Da def.            | Cleveland Browns        | -                  | -                  | Paycor Stadium             | Da def.            | -                  |

Note:
- Gli avversari della propria division sono in grassetto.
- Il simbolo "@" indica una partita giocata in trasferta.
- (M) indica il Monday Night Football e (T) il Thursday Night Football.
- Dall'undicesimo al diciassettesimo turno si adotta una programmazione flessibile: le partite del Sunday Night Football, del Monday Night Football e del Thursday Night Football sono programmate in via provvisoria e sono eventualmente soggette a modifiche.
- Data e orario della gara del diciottesimo turno saranno stabilite dopo lo svolgimento del diciassettesimo turno.